# ロンドン・アンド・クロイドン鉄道
ロンドン・アンド・クロイドン鉄道（ロンドン・アンド・クロイドンてつどう、英語: London and Cryoidon Railway、略称：L&CR）は、かつて存在したロンドンの鉄道事業者。

## 歴史

### 時代背景

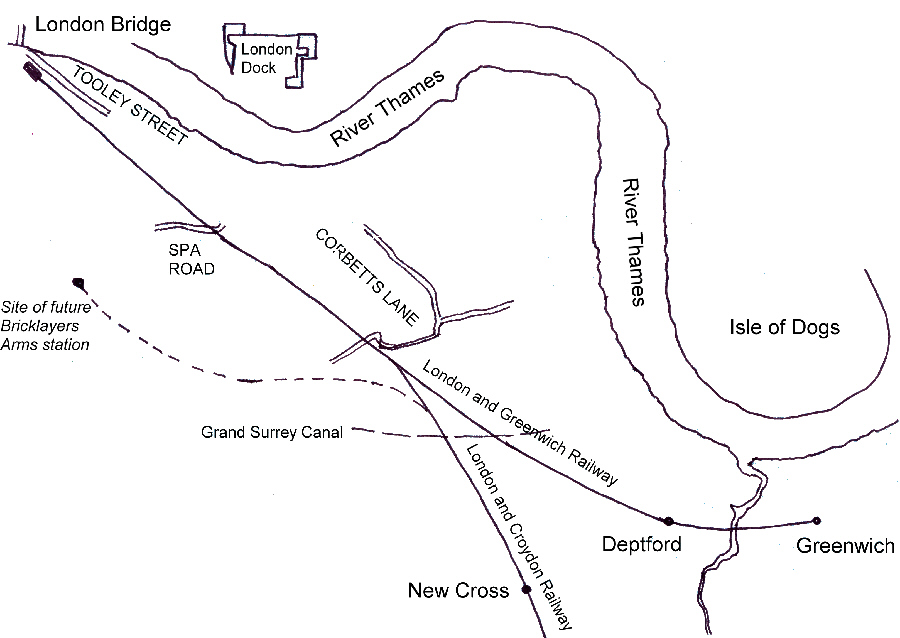
ロンドン南東部の鉄道路線（1840年）

1806年、馬車鉄道のサリー鉄道がワンズワース - クロイドン間で開業した。ワンズワースはテムズ川とワンドル川の合流地点にあり、河港があったが外航船は入ってこれなかった。
1825年にはストックトン・アンド・ダーリントン鉄道が世界で初めて蒸気機関車を使用した鉄道運行を開始し、1830年にはリバプール・アンド・マンチェスター鉄道が開業した。これらの動きにより、クロイドンとロンドンを繋ぐ鉄道の敷設が推進されることとなった。路線に関しては1809年に埋められたクロイドン運河の跡地を利用することとなった。このルートはクロイドンのニュー・クロスから北上し、バーモンジーでロンドン・アンド・グリニッジ鉄道（L&GR）と接続し、ロンドン・ブリッジ駅へ至るものであった。
1836年6月、会社の設立が議会によって認められた。路線長は8.75マイル（14.1km）で、クロイドン運河跡を通ってアナーリーからクロイドンへ至るルートであった。車庫はドックのあった場所に設置され、のちにウェスト・クロイドン駅となった。
L&GRは終着駅のロンドン・ブリッジ駅に他社路線の乗り入れを想定して土地を用意していたが、資金不足のため実際の建設には時間がかかった。そのため、L&CRはL&GRの土地の一部を取得し自社で駅を建設することとなった。1836年7月には議会の承認を得、12月に工事が完成した。
サウス・イースタン鉄道（SER）もまた、同年6月にドーバーからクロイドン経由でロンドンへ至る路線の認可を取得しており、ロンドン・アンド・ブライトン鉄道（L&BR）も翌年6月にノーウッドからクロイドン経由でロンドンに至る流線の認可を獲得した。この2年間L&CRとの接続場所はさまざまであったが、最終的にはコーベッツ・レーン・ジャンクションかその手前で接続した。ロンドン・ブリッジ駅が容量不足になるのは明らかであったため、L&CRは駅拡張の権限を取得した。しかし、議会の特別委員会は安全性に疑問を呈した。そのため、L&GRはコーベッツ・レーンからロンドン・ブリッジまでの高架橋を複々線にするため、高架橋の南側を拡幅する権限が与えられた。

### ルートの決定
当初の構想ではクロイドン運河跡に沿ってほとんどの路線が建設される予定であった。陪審員は運河の価値を40,250ポンドに設定し、継続事業であると判断した。しかし、路線計画が発表されると、蛇行の多い運河跡に沿って路線を敷くのは不適切であり、より直線的なルート設定が必要であることが明らかになった。また、ニュー・クロス周辺の地形も路線の敷設を難しくした。この地形を登るために1/80の勾配が設けられたが、当時は補助機関車をつける必要があり、それでもかなりの深さを掘る必要があった。
しかし、SERの鉄道敷設認可が下りると、L&CRは自社路線の客が奪われることを恐れ、勾配を1/100にまで緩和した。
駅数は8で、ロンドン・ブリッジ駅から始まり、ニュー・クロス、ダートマス・アームズ（2013年まで営業していた宿屋から）、サイデンハム、ペンジ、アナーリー、ジョリー・セイラー（現在のノーウッド・ジャンクション駅すぐ北にあった公館の名前から）と続き、クロイドンに至る。
ロンドン・ブリッジ駅での貨物積込みは不可能だったため、サリー運河からほど近いニュー・クロスに貨物駅が設置された。

### 建設工事

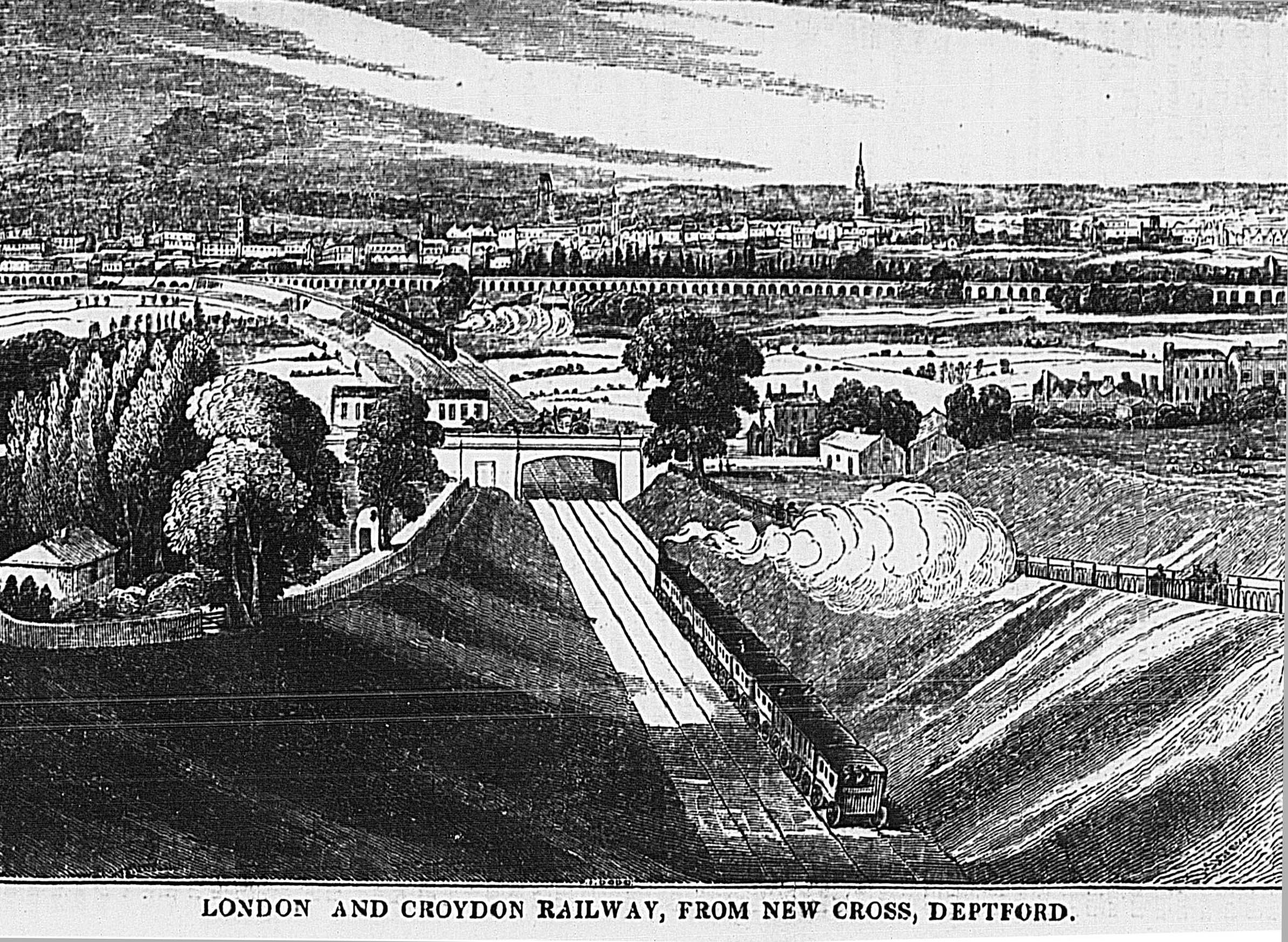
ニュー・クロスにおける鉄道路線（1839年）

建設費は当初18万ポンドが想定されていたが、実際には3倍以上の61.5万ポンドを要した。費用増の主な原因はニュー・クロスとフォレスト・ヒルにおける掘割である。
線路幅は4フィート8.5インチ（1,435mm）の標準軌が採用された。建設の際には9フィート（2,743mm）や7フィート（2,134mm）の広軌も検討されたが、実現には至らなかった。
ロンドン・ブリッジではL&GRの北側にL&CR専用の駅が設置され、コーベッツ・レーンで合流した。1839年6月、晴れて路線は開業し、途中駅としてニュー・クロス（現ニュー・クロス・ゲート）、ダートマス・アームズ（現フォレスト・ヒル）、サイデンハム、ペンジ、アナーリー・ブリッジ（現アナーリー）、ジョリー・セイラーが設置された。

### 開業後

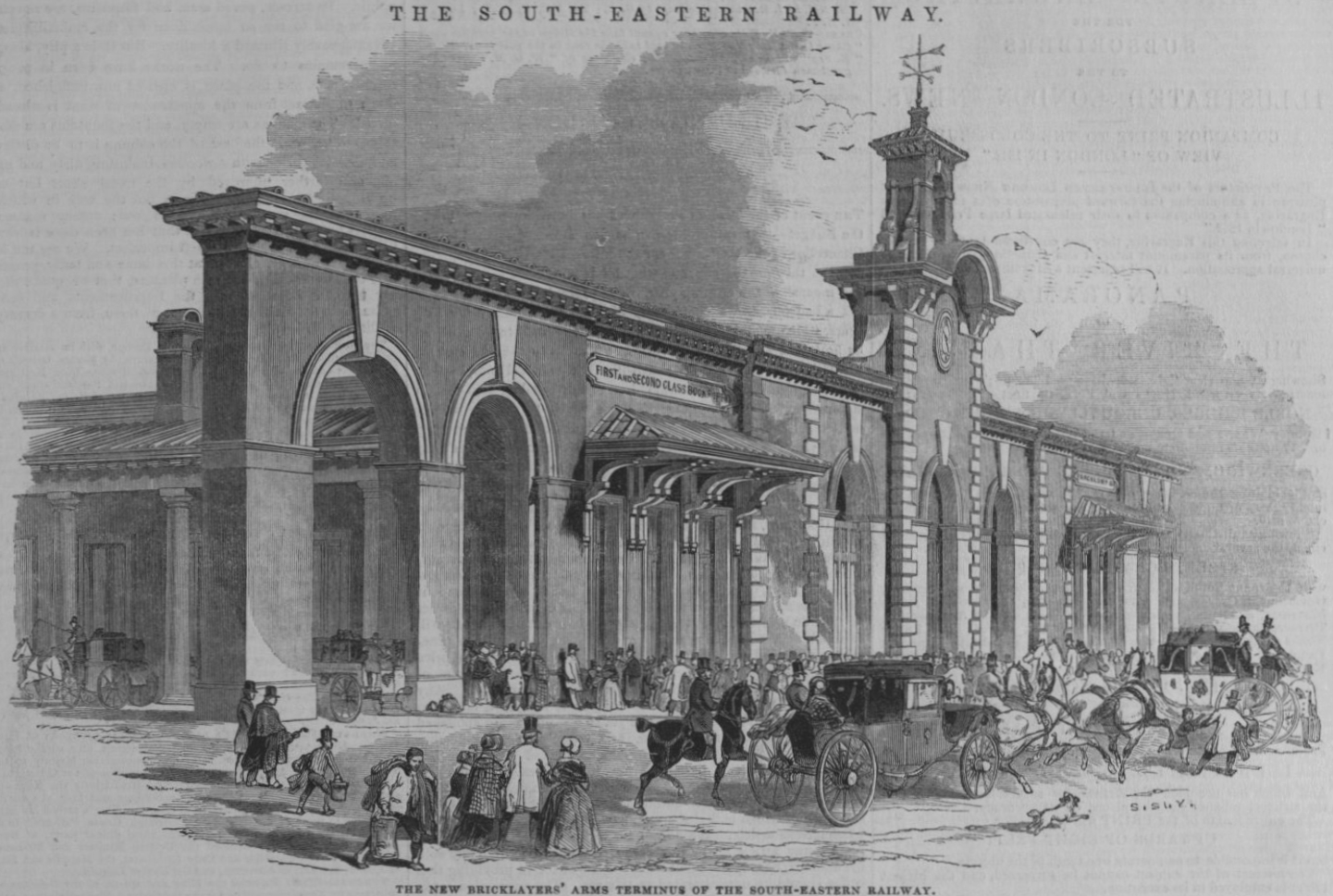
ブリックレイヤーズ・アームズ駅（1844年）

L&BRとSERの開業に伴って交通量が増加することを予測したL&CRは、1840年にコーベッツ・レーンからロンドン・ブリッジまでの高架橋を拡幅する権限を取得しようとした。しかし、議会は高架橋の所有者であるL&GRが工事を実施すべきと決定し、1842年に拡張工事が実施された。この時までにL&CRはSER、L&BRと共同で委員会を設置し、L&GRとロンドン・ブリッジ駅のホームを交換した。
1843年までに、L&CRとSERはコーベッツ・ジャンクションからロンドン・ブリッジに至る高架橋の使用料に不満を抱くようになった。その結果、2社はL&CRのニュー・クロス駅から先に新しい終着駅（ブリックレイヤーズ・アームズ駅）を建設することにした。1844年、SERは全列車を新駅に乗り入れさせ、L&CRはロンドン・ブリッジ駅と併用した。しかし、この運用は1852年までしか続かなかった。
1844年4月、L&CRの取締役会はエプソムへの延伸を決定したが、LB&SCRの設立後も実現することはなかった。
ロンドン・ブリッジに向かう路線は混雑を極めたため、コーベッツ・レーンには、ポイントマンが操作する白いディスクが設置された。ディスクが点灯しているか、夜間に赤ランプが点灯している場合はクロイドン行き、端が点灯しているか白ランプが点灯している場合はグリニッジ行きのジャンクションが設定された。これは、ジャンクションの制御に使われた最初の固定信号であると考えられている。グリニッジの列車は15分ごと、クロイドンの列車は1時間ごとに運行されていた。最初の鉄道用腕木式信号機は、1842年頃、チャールズ・ハットン・グレゴリーがニュークロスの鉄道に設置したものである。

### 大気圧鉄道

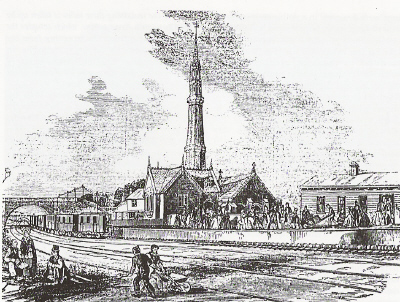
ゴシック様式の揚水機場が設置されたジョリー・セイラー駅（1845年）

1844年、L&CRは議会の権限を得て、既存の線路の隣に追加の線路を敷設し、大気圧鉄道をテストすることになった。ポートランド・ロード、クロイドン、ダートマス・アームズにポンプ場が建設され、走行するレールの間に敷設されたパイプの中を真空にした。パイプの中で自由に動くピストンは、革製のバルブで密閉されたスリットを通って列車に取り付けられていた。ピストンと列車は、大気圧によってポンプ場に向かって推進される。揚水機場はゴシック様式で建てられ、非常に高い装飾が施された塔は、煙突の役割と推進管から送り出された空気の排気口の役割を果たしていた。
建設工事の一環として、ジョリー・セーラーの南側に世界初の鉄道高架橋が建設され、既存の鉄道の上を蒸気鉄道のテスト線が通るようになった。1846年、鉄道はポンプ機関やバルブに多くの問題を抱え、株主と取締役の間に不満が生じた。8月に合併したL&BRから加わった取締役たちは、実験を続けることに興味を示さなかった。1847年、大気実験は中止された。ダートマス・アームズの機関庫は1851年に大部分が取り壊され、1928年にはその跡地に電気のサブステーションが建てられた。クロイドンのポンプ場の石は、現存するサリー・ストリートの水道ビルの建設に再利用された。ある歴史家によると、大気システムの使用は鉄道に50万ポンドの損害を与え、「悲しい大失敗」だったという。

### 合併
L&CRとL&BRの財政難の結果、株主たちはブライトン・アンド・チチェスター鉄道やブライトン・ルイス・アンド・ヘイスティングス鉄道と共にロンドン・ブライトン・アンド・サウス・コースト鉄道を1846年2月に設立した。